# Ocellularia leucotylia
Ocellularia leucotylia är en lavart som först beskrevs av William Nylander och som fick sitt nu gällande namn av Johannes Müller Argoviensis 1891. 
Ocellularia leucotylia ingår i släktet Ocellularia och familjen Thelotremataceae. Inga underarter finns listade i Catalogue of Life.